# Kryvyj Rihs premetro

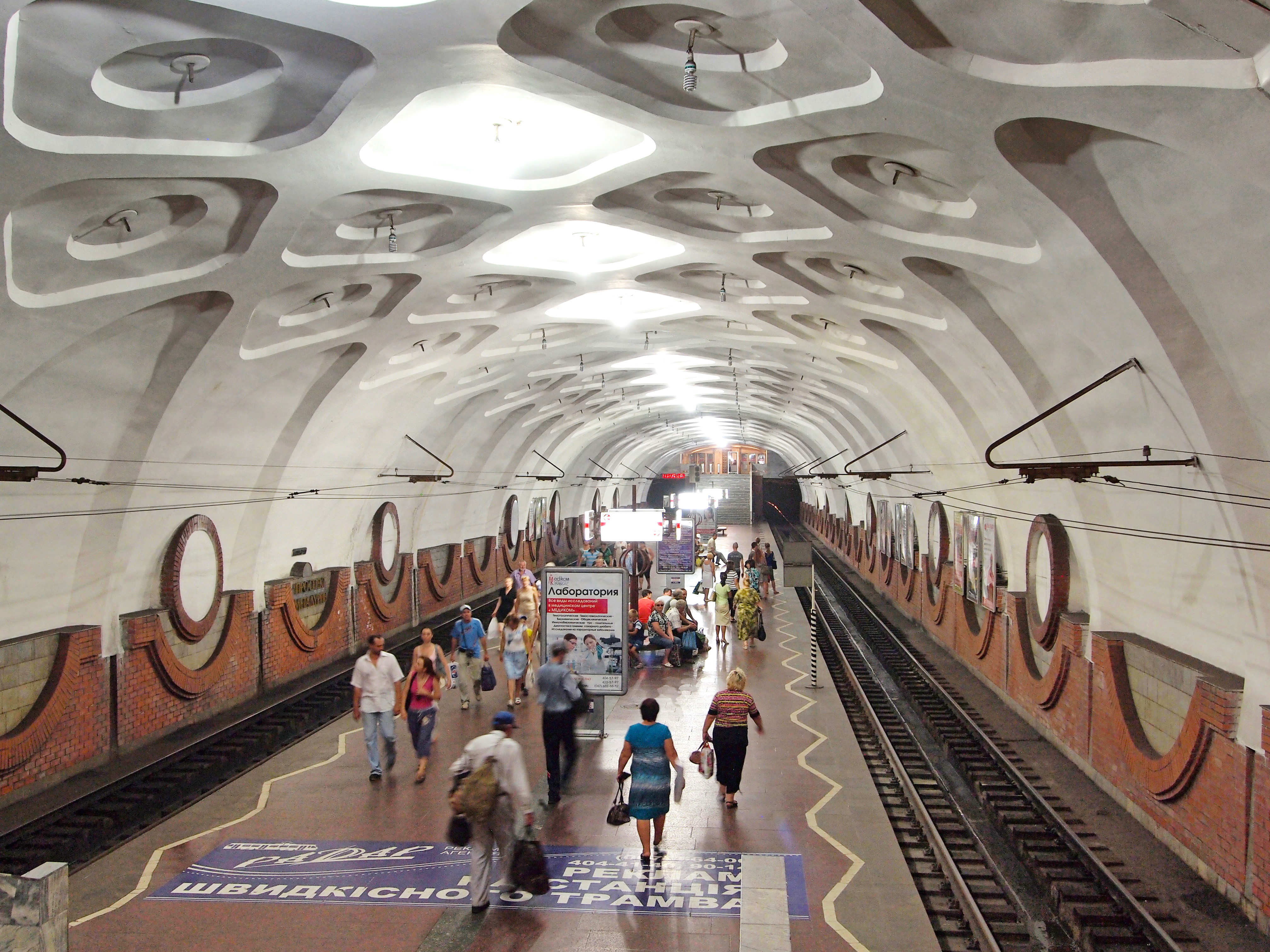
Station Metalurhiv

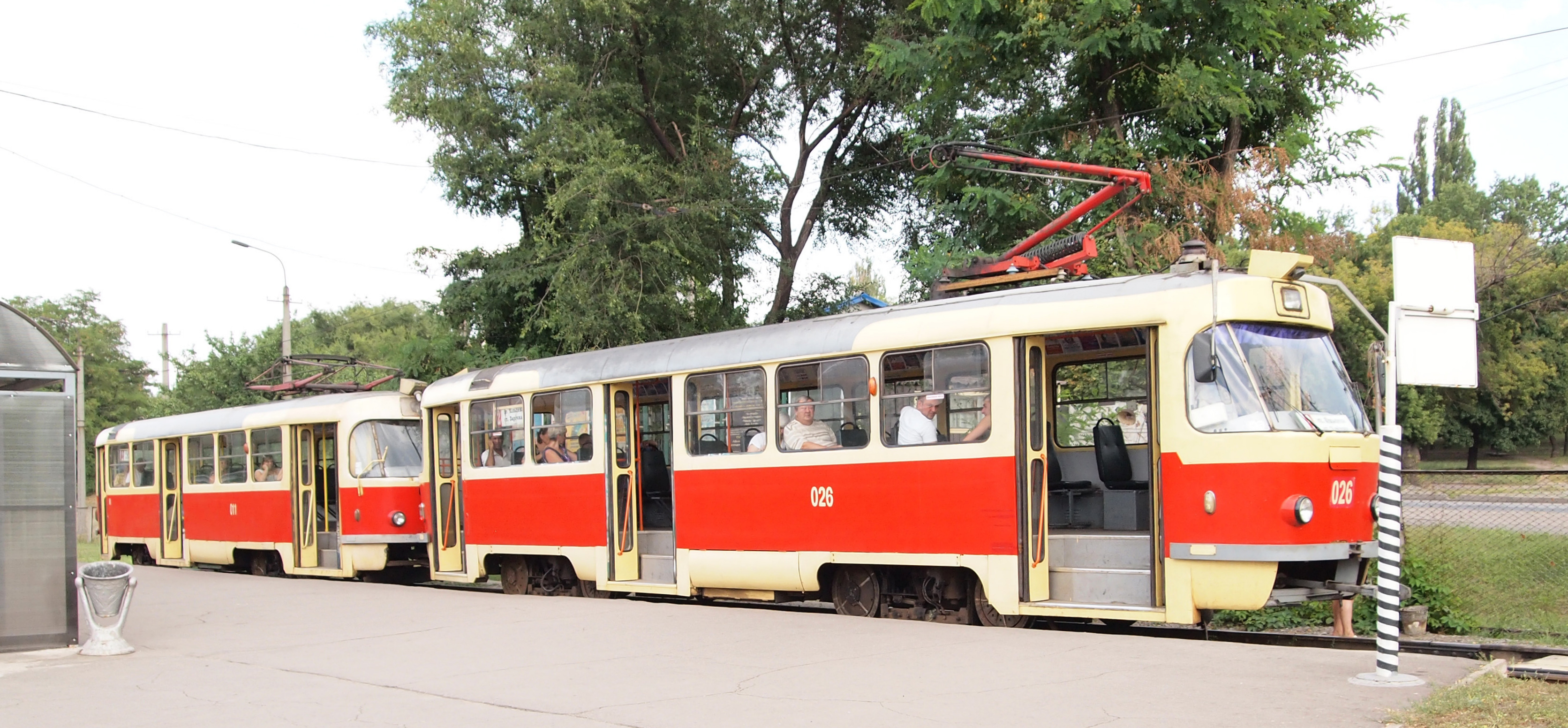
Tatra T3-tågsätt vid södra vändslingan Kiltseva i Kryvyj Rih

Kryvyj Rihs premetro (ukrainska: Криворізький швидкісний трамвай, Kryvorizjsky shvydkisny tramvaj) är en premetro, en korsning mellan en snabbspårväg och en vanlig tunnelbana, i Kryvyj Rih i Ukraina.
Den är ett helt korsningsfritt spårsystem med 1520 mm spårvidd, som invigdes 1986 och trafikeras av normala spårvagnar och är konstruerat för att enkelt konverteras till ett fullödigt tunnelbanesystem. Det består av en nord-sydlig linje med en gren, med en sammanlagd längd av 17,7 kilometer, med elva stationer. Fyra av stationerna och 6,8 kilometer av spåren ligger under jord.
Kryvyj Rih premetro drivs av ett särskilt kommunalt företag, som är skilt från operatören av resten av stadstrafiken (spårvagn och trådbuss).

## Historik
Utformningen av Kryvyj Rih sammanhänger med sovjetsamhällets riktlinjer för stadsplanering från 1960-talet, varvid nya mindre stadsbebyggelser förväntades växa till stora städer, med behov av nya transportlösningar. Kryvij Rih och Volgograd valdes ut som ställen för att provs om tidigt byggandet av fullständiga tunnelbanesystem kunde undvikas till förmån för ett uppgraderingsbart system, trafikerat av spårvagnar. Båda städerna hade förstörts under andra världskriget och hade återuppbyggts med hänsyn tagen till moderna stadsplaneringsidéer. Deras premetrosystem byggdes som en övergångslösning för en framtida konvertering till fullständiga tunnelbanesystem. Byggandet började i båda städerna vid mitten av 1970-talet. 
I Kryvyi Rih Metrotram byggdes systemet från grunden, och hållplatserna benämndes stationer med separata stationsbyggnader, utformade som arkitektoniska monument i sentida sovjetiskt arkitekturstil. 
År 2021 införde staden gratis kollektivtrafik.

## Rullande materiel
Linjen trafikeras med vanliga spårvagnsekipage, bestående av två eller tre vagnar av typen Tatra T3 eller Ust-Katavs järnvägsvagnsfabriks KTP-1. Tatra T3-spårvagnarna är enkelriktade spårvagnar. Av den anledningen finns det vändslingor vid ändpunkterna. Stationerna har ö-plattformar. 
Spårvägslinjen har en egen depå nära Maidan Pratsi-stationen. Ett anslutningsspår finns vid ändstationen Kiltseva station för överföring av rullande materiel från det normala stadsspårvägsnätet till premetrolinjen.

## Bildgalleri

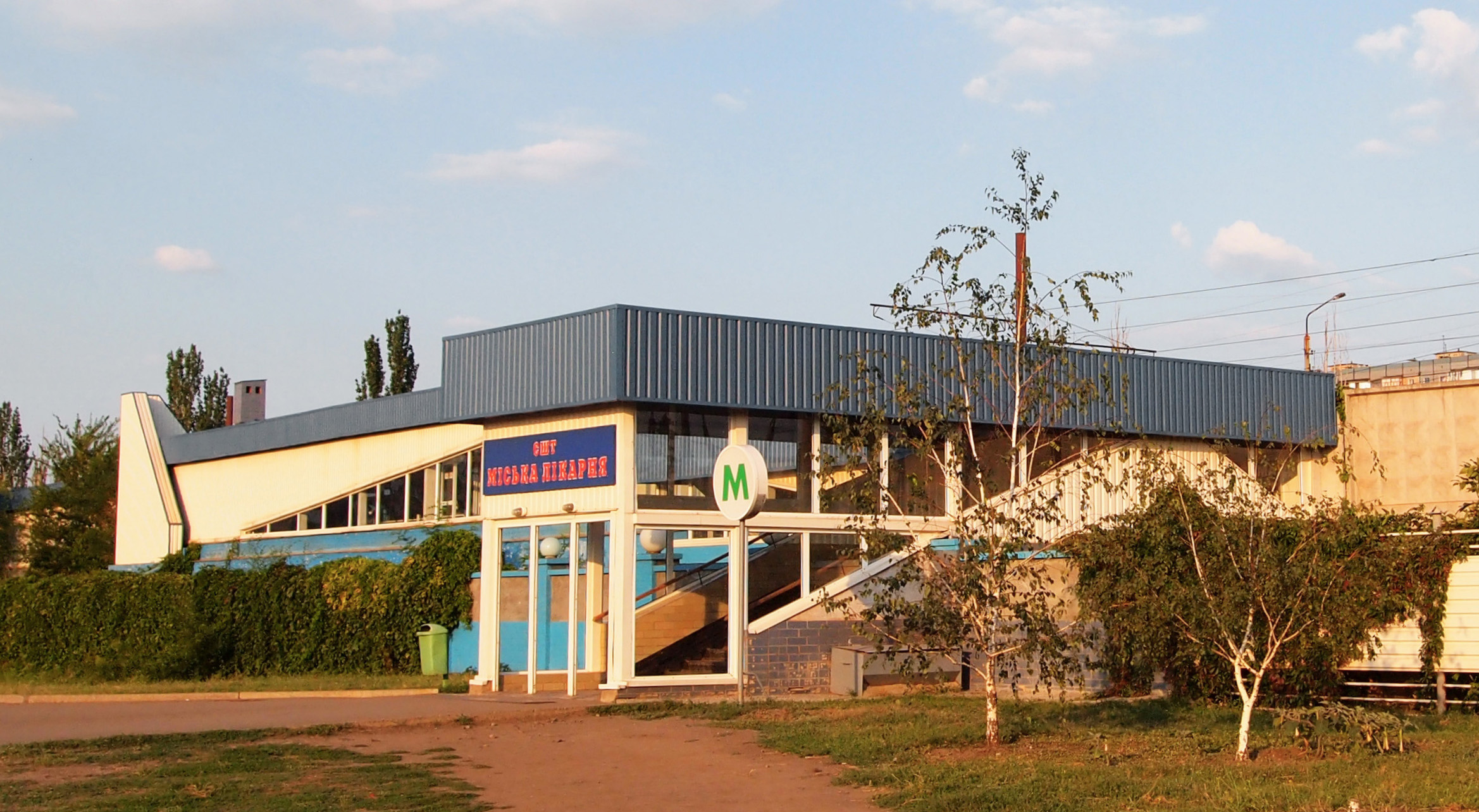
Station Miska Likarija
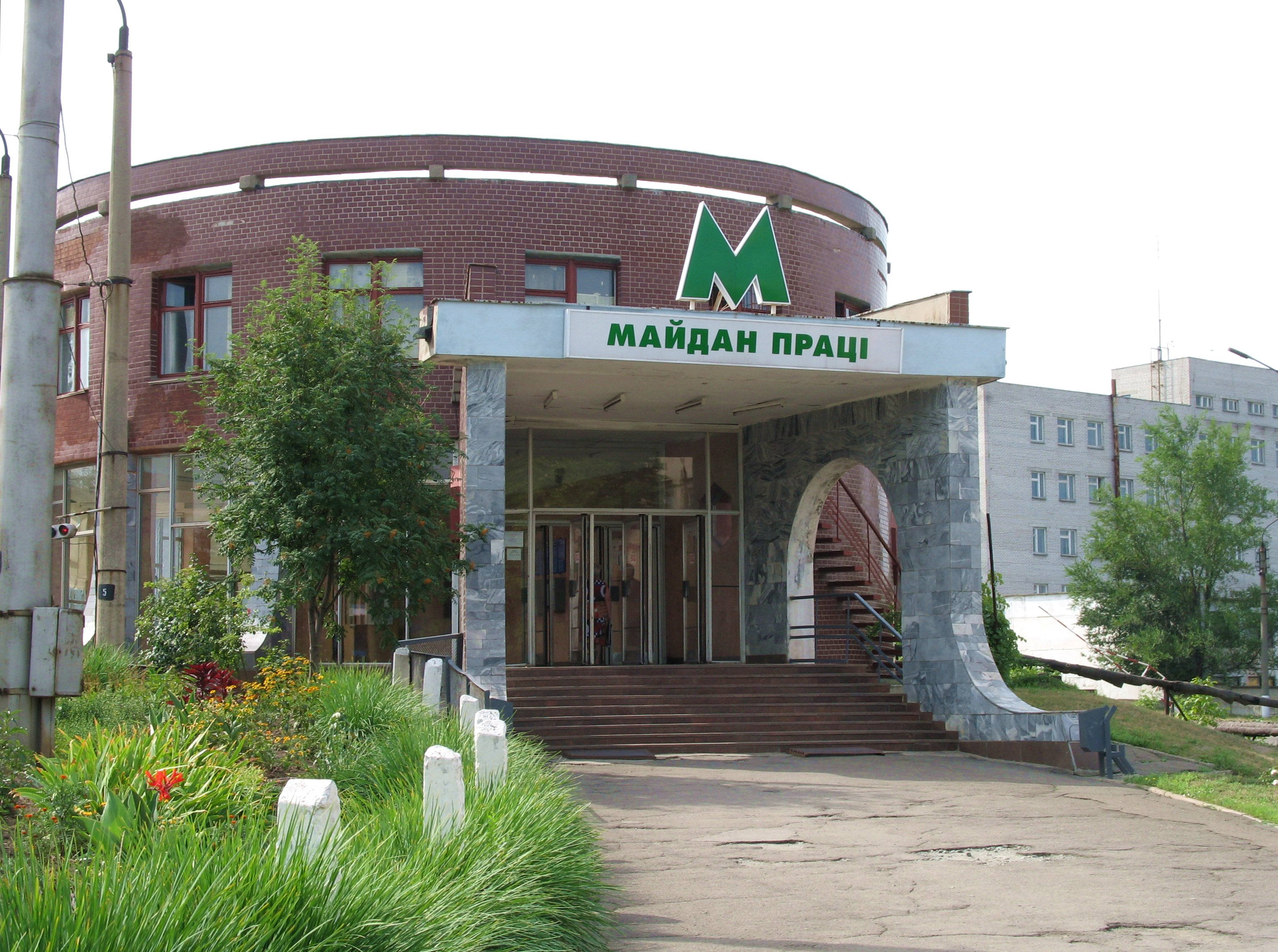
Ändstation Majdan Pratsi
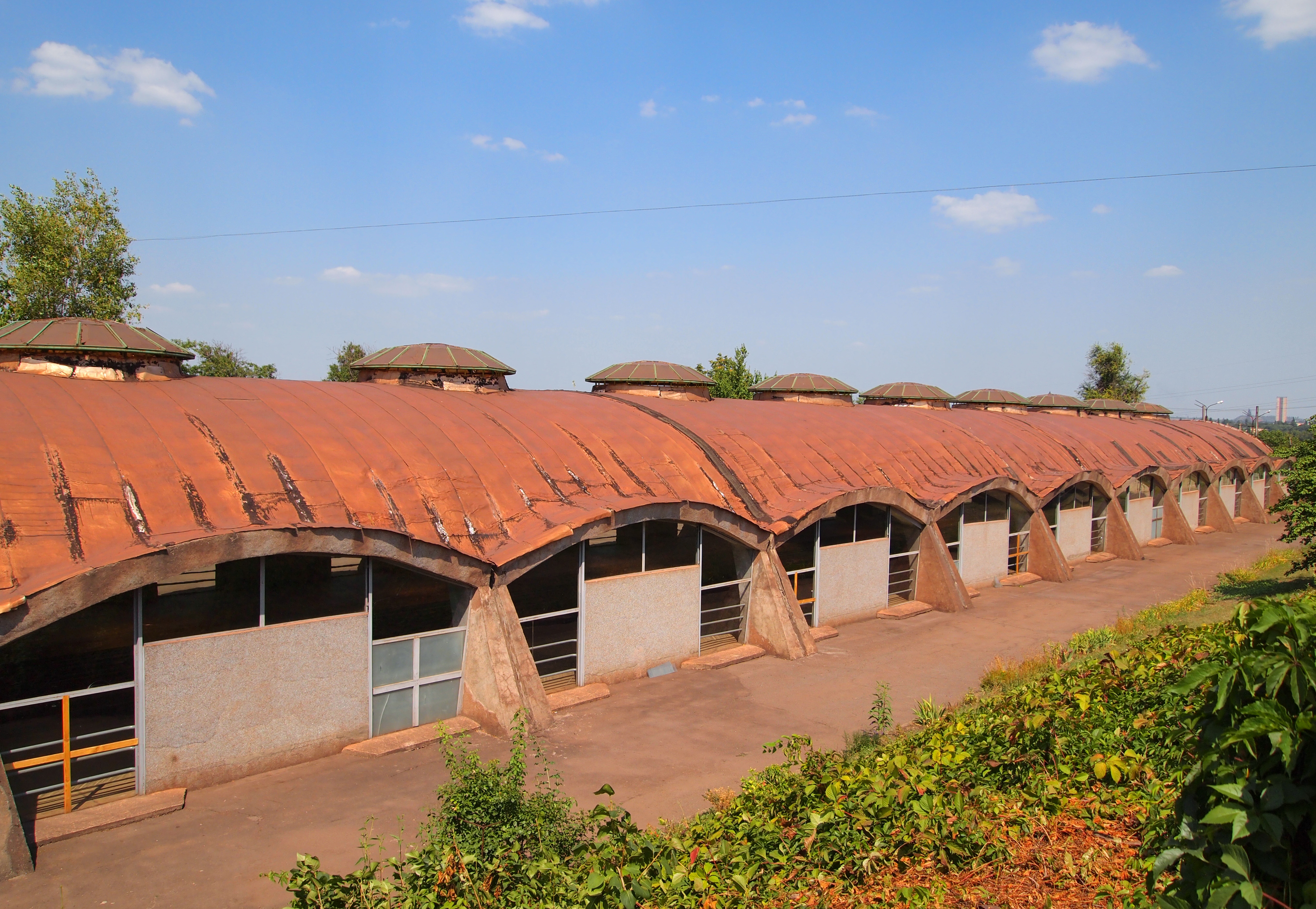
Station Mudrona
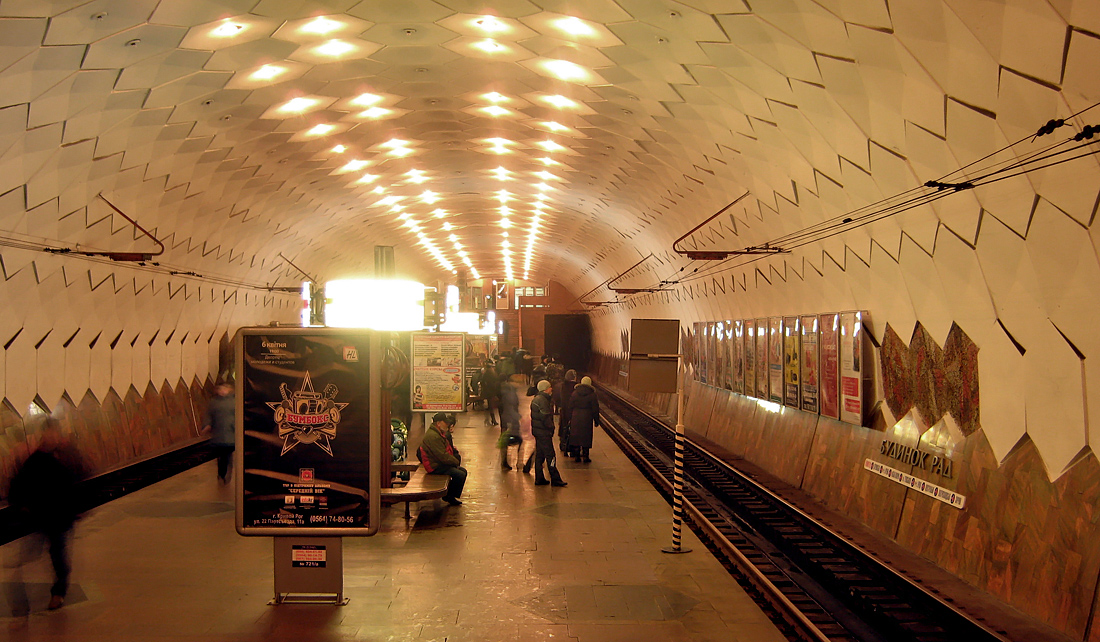
Station Budynok Rad